# Закарія аль-Казвіні
Закарія аль-Казвіні, повне ім'я Абу Абдуллах Закарія ібн Мухаммад аль-Казвіні (араб. كرياء بن محمد القزوينى; 1203, Казвін, Аббасидський халіфат — 1283, Багдад, Держава Хулагуїдів) — арабський учений, чиє ім'я стало широко відомим завдяки двом космографічним і географічним творам — «Чудеса створеного та диковинки існуючого» і «Пам'ятники країн і звістки про рабів Божих». Ці праці здебільшого є компіляціями.